# Romain Joron
Pour les articles homonymes, voir Joron.
Romain Joron, né le 13 septembre 1968, à Amiens (Somme), est un homme politique français et un proviseur adjoint de collège.

## Biographie
De 1986 à 1990, Romain Joron fait ses études à Amiens et à Lille (DUT industrie alimentaire et biochimie ; licence de sciences et vie de la Terre).
De 1989 à 2010, il est professeur de biotechnologie, santé et environnement.
En 2006, il adhère au Parti socialiste. En 2012, il mène la campagne des législatives en tant que suppléant de Barbara Pompili, alors candidate de la gauche.
Depuis 2012, il est proviseur adjoint au lycée professionnel Montaigne à Amiens,.
Élu suppléant de la député Barbara Pompili en 2012, il devient député du 12 mars 2016 au 17 juin 2017 lorsqu'elle est nommée au gouvernement.
En 2017, il quitte le Parti socialiste et rejoint le mouvement Génération.s fondé par Benoît Hamon.

### Autres mandats
Il est le suppléant de Philippe Casier au conseil départemental de la Somme, dans le canton Amiens-5.